# Omega Herculis
Omega Herculis (Cujam, ω Her) – gwiazda w gwiazdozbiorze Herkulesa (wielkość gwiazdowa 4,58m), odległa o 250 lat świetlnych od Słońca.

## Nazwa
Gwiazda nosi tradycyjną nazwę Cujam, która wywodzi się z łaciny, od słowa Caia (w bierniku Caiam), którym Horacy określał maczugę Herkulesa. Nazwa ta przylgnęła do gwiazdy w renesansie. Gwiazda ta ma także podwójne oznaczenie Flamsteeda: 24 Herculis oraz (nieużywane) 51 Serpentis, w związku z dawniej istniejącą niejasnością w przebiegu granic gwiazdozbiorów. Międzynarodowa Unia Astronomiczna zatwierdziła użycie nazwy Cujam dla określenia tej gwiazdy.

## Charakterystyka
Omega Herculis to biała gwiazda ciągu głównego, klasyfikowana do typu widmowego A2 lub B9. Klasyfikację utrudnia nietypowy skład chemiczny, związany z grawitacyjnym osiadaniem niektórych i radiacyjnym wynoszeniem innych pierwiastków, oraz silnym polem magnetycznym gwiazdy (do kilkuset razy silniejszym niż ziemskie). Jest to gwiazda typu Alfa² Canum Venaticorum, szczególnie wzbogacona w chrom i europ, a także w żelazo. Obszary wzbogacone w te pierwiastki koncentrują się w pobliżu biegunów gwiazdy, co pozwala wyznaczyć okres obrotu i nachylenie osi, równe około 63°. Promień gwiazdy to 3,2 promienia Słońca, a jej jasność jest 82 razy większa niż jasność Słońca. Masa Omega Herculis to 2,7 masy Słońca; takie gwiazdy spędzają na ciągu głównym około 450 milionów lat, a Cujam ma za sobą około 2/3 tego okresu.
Jest to prawdopodobnie gwiazda podwójna. W odległości 0,8 sekundy kątowej (w 2010 roku) znajduje się gwiazda Omega Herculis B, prawdopodobnie karzeł typu K5 V, o obserwowanej jasności 11,50m. Jeśli faktycznie jest związany z główną gwiazdą, to znajduje się co najmniej 150 au od niej i okrąża ją w czasie co najmniej tysiąca lat. Cujam ma także dwóch wizualnych towarzyszy: składnik C jest odległy o 25,8″ od głównej gwiazdy (pomiar z 2014 roku) i ma jasność 11,76m, a składnik D o jasności 12,58m dzieli od głównej gwiazdy odległość 129,8″ (pomiar z 2010).